# Indifferenza
Il termine indifferenza (dal latino indifferentia, composizione di in (privativo) e differentia, senza differenza) in filosofia può significare:
- tranquillità d'animo espressa senza desiderio o rifiuto di fronte ad un oggetto;
- comportamento tale che, all'atto di prendere una decisione tra due alternative, non si sceglie né l'una né l'altra perché vengono considerate ininfluenti e incapaci di produrre cambiamenti rispetto alla condizione esistente.

Con quest'ultimo significato il tema dell'indifferenza coinvolge quello della libertà poiché nella condizione di disinteresse viene a mancare la volontà che decide la scelta. Quando infatti ci si trova di fronte a dei motivi di una scelta che si presentano dello stesso valore ci si ritrova in una situazione che è stata definita come la libertas indifferentiae, lo stato cioè in cui la volontà è sospesa e da cui si esce con «l'autodeterminazione attiva del volere che getta sul bene finito scelto il peso del suo desiderio».
Il vocabolo trova applicazione anche in campo religioso nell'atteggiamento denominato Indifferentismo con il quale la Chiesa cattolica designa e condanna quelle teorie filosofiche o religiose che affermano che a Dio è ugualmente gradita ogni religione, in opposizione al dogma Extra Ecclesiam nulla salus (Fuori dalla Chiesa non c'è salvezza), secondo il quale nessuno può salvarsi se non entra e non persevera nella Chiesa cattolica.
Nell'ascetica, infine, l'indifferenza consiste nella rinuncia a qualsiasi decisione nell'attesa di adeguarsi alla volontà di Dio quando sarà chiaramente manifestata per conseguire la massima perfezione religiosa.

## Filosofia antica
Nella filosofia antica il concetto di indifferenza trova rilievo soprattutto nell'ambito delle scuole socratiche cosiddette minori quali lo scetticismo e in quest'ambito nei suoi maggiori esponenti: Pirrone e Timone di Fliunte.
Accentuando la posizione delle dottrine precedenti che consideravano la conoscenza sensibile incerta e contingente, gli scettici negano la possibilità di qualsiasi conoscenza in cui si possa riporre fiducie e perciò sostengono che «le cose ci appaiono uguali per quel che concerne la loro credibilità o non credibilità». In conseguenza dell'impossibilità di apprendere il vero si dovrà sospenderà ogni giudizio, (epoché) e si rinuncerà ad affermare o negare (aphasia) qualunque espressione «per non essere in grado di dire a quale delle cose proposte bisogni prestare o non prestare fede». In questo modo il saggio si caratterizzerà per 
- l'atarassia (imperturbabilità)
- l'apatia (libertà dalle passioni) e
- l'adiaforia (l'indifferenza nel preferire o meno qualsiasi cosa).

L'indifferenza del saggio si ripropone nella morale stoica. La saggezza stoica consiste infatti nella capacità di raggiungere la felicità, ed è per questo incentrata sull'imperturbabilità dell'animo e sull'indifferenza, concetti derivanti in gran parte dalla scuola cinica.
Alla felicità si approda innanzitutto diventando padroni di sé stessi. Secondo gli stoici, la volontà del saggio aderisce perfettamente al suo dovere (kathèkon), obbedendo a una forza che non agisce esteriormente su di lui, bensì dall'interno. Egli vuole quel che deve, e deve quel che la sua stessa ragione gli impone. E poiché il Bene consiste nel vivere secondo il Lògos, il male è solo ciò che in apparenza vi si oppone. Ne risultano così tre tipologie di azioni:
1. quelle dettate dalla ragione, come il rispetto per i genitori, gli amici e la patria;
2. quelle contrarie al dovere, e quindi da evitare, in quanto irrazionali ed emotive;
3. quelle «indifferenti» sia al bene che al male (l'adiáphoria degli scettici), come ad esempio sollevare una pagliuzza, o tenere una penna.

È in quest'ultima categoria che però rientrano di fatto anche tutte quelle azioni in grado di determinare salute, ricchezza, potere, schiavitù, ignominia, ecc. Queste qualità per gli stoici non hanno importanza, perché non esistono beni intermedi: la felicità o l'infelicità dipendono unicamente da noi, non possono essere il risultato di una mediazione. Da qui la netta contrapposizione: o si è sapienti, o si è stolti, tutto il resto è indifferente.
Avendo fiducia di come tutto sia regolato necessariamente dal Λόγος (logos), il saggio è tale in quanto abbandona il punto di vista relativo dell'io individuale per assumere un punto di vista assoluto, una visione della realtà sub specie aeternitatis dove ogni singola realtà diviene indifferente in modo da giungere un'unione mistica e ascetica con il tutto.

## Schopenhauer
Un ulteriore richiamo alla morale stoica è nel pensiero del filosofo tedesco Arthur Schopenhauer: di fronte all'incessante spinta della volontà di vivere la salvezza dal dolore dell'esistenza è nell'indifferenza ascetica che porta alla quiete in cui ogni possibilità non ha più motivo d'esserci:

## Kierkegaard
Con la nascita della filosofia esistenzialistica il concetto di indifferenza ben s'inserisce in una visione dove prevale l'elemento dell'individualità di fronte all'inutilità, alla precarietà, all'assurdità di una esistenza dove la pretesa libertà di scelta della dialettica idealistica hegeliana si risolve in un "aut-aut" dove la libertà non ha più senso tra le due alternative a cui nessuno può sfuggire se non affermando la propria indifferenza. Figura tipica dell'indifferenza è il Don Giovanni di Kierkegaard. Il leggendario cavaliere spagnolo è il prototipo del libertino che non si lega a nessuna donna in particolare perché vuole poter non scegliere: il seduttore è sciolto da ogni impegno o legame e vive nell'attimo, vive la seduzione nell'«indifferenza estetica»: Don Giovanni seduce migliaia di donne senza riuscire ad amarne davvero nessuna poiché di nessuna gli importa. Ma chi non sceglie cade ben presto nella noia, in una indifferenza nei confronti di tutto, perché, non impegnandosi mai, non vuole profondamente e sentitamente nulla.

## Sartre
Il tema della noia e dell'indifferenza attraversa la corrente dell'esistenzialismo fino ad Heidegger e a Jean Paul Sartre che nelle pagine delle sue opere dedicate al rapporto dell'uomo con l'altro descrive un ventaglio di comportamenti (le "tonalità affettive" di Heidegger) che vanno dall'amore all'odio includendovi anche l'indifferenza che rappresenta per lui il fallito tentativo di acquisire una precisa configurazione di sé, della propria coscienza attraverso la relazione con l'altro.

## L'indifferentismo religioso
Nella definizione di indifferenza rientra la concezione dell'indifferentismo, dottrina religiosa che sostiene che a Dio è ugualmente gradita ogni religione, ed è quindi indifferente la pratica dell'una o dell'altra. Convinzione questa che si oppone all'insegnamento cristiano dell'Extra Ecclesiam nulla salus ("Fuori dalla Chiesa non c'è salvezza") e che condanna l'indifferentismo come figlio dell'accidia.
Come esponente principale ed iniziale dell'indiferentismo viene indicato Jean-Jacques Rousseau (1712–1778), che afferma, nell'Émile, che Dio guarda solo alla sincerità delle intenzioni e che tutti possono servirlo rimanendo nella religione in cui sono stati educati o cambiandola a piacimento con qualsiasi altra.
L'indifferenza religiosa verrà ribadita dal Saggio sull'indifferenza in materia di religione dove Félicité de Lamennais (1782-1854) sosteneva l'esistenza di verità che si fondano non sulla propria ragione ma su una verità di per sé evidente, nata da una ragione universale che si traduceva in un consenso universale come l'idea di un'esistenza di Dio tale che alla fine risulta indifferente distinguerlo in base alle differenti dottrine religiose.
L'indifferentismo religioso viene inoltre considerato un elemento nascosto nella pratica deteriore di una certa teologia ascetica che «tenta di fissare la spiritualità nell'immobilità, dell'assoluto stato di quiete o abbandono passivo»  contribuendo così «all'esaltazione dell'indifferentismo e dell'ateismo religioso»